# 練習場 (高爾夫球)

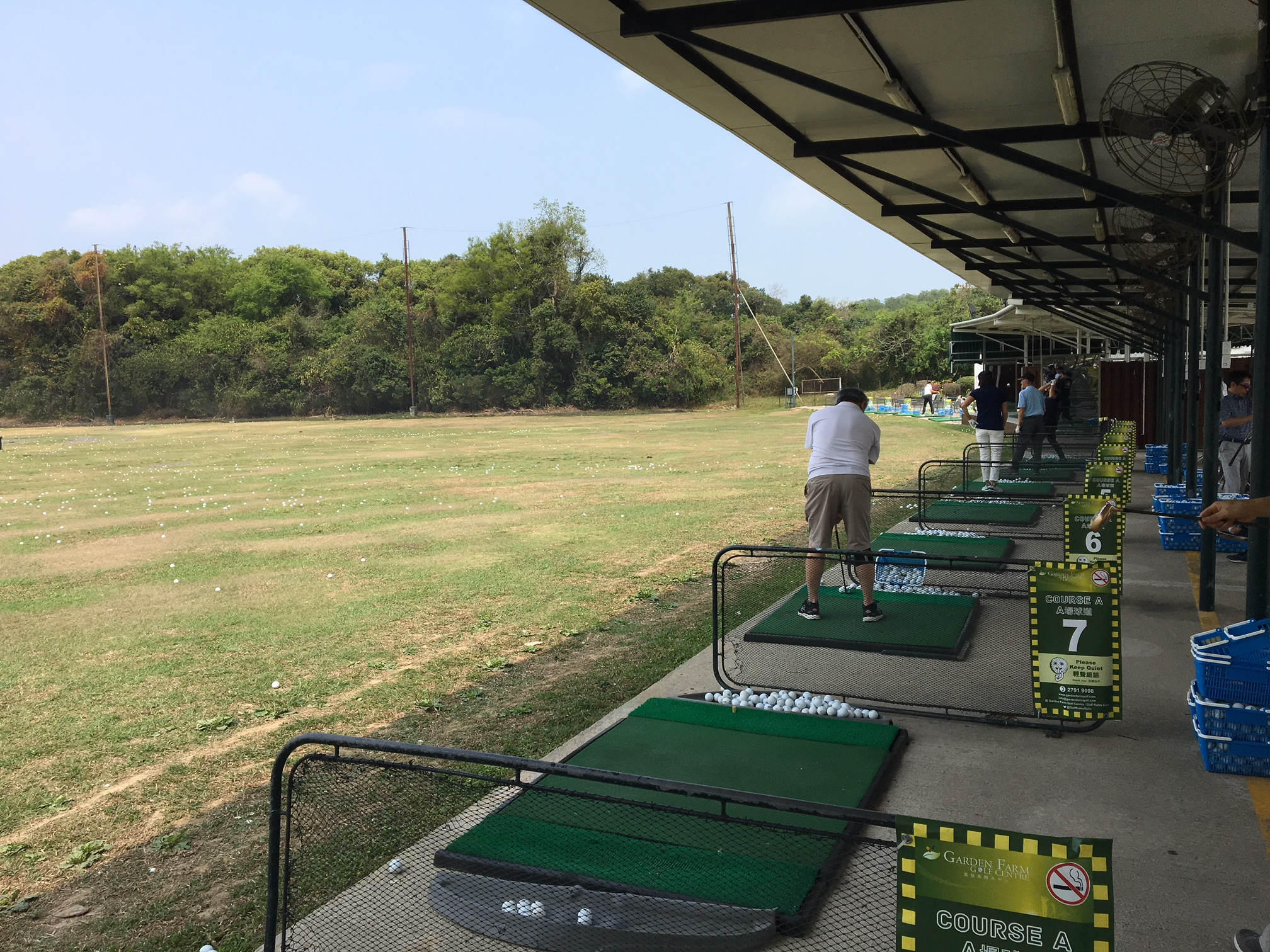
在香港十四鄉的高爾夫球練習場

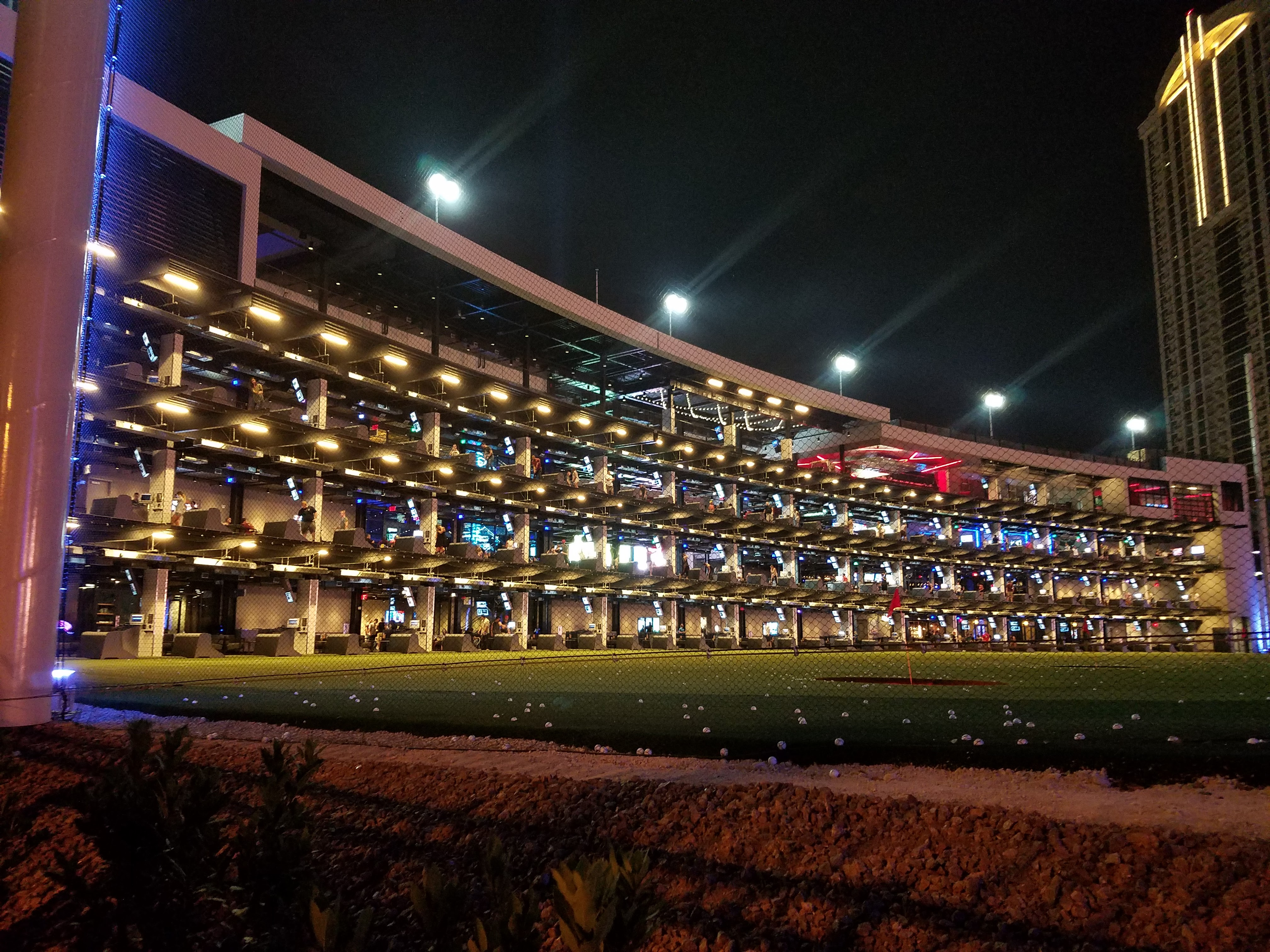
在美國拉斯維加斯的高爾夫球練習場

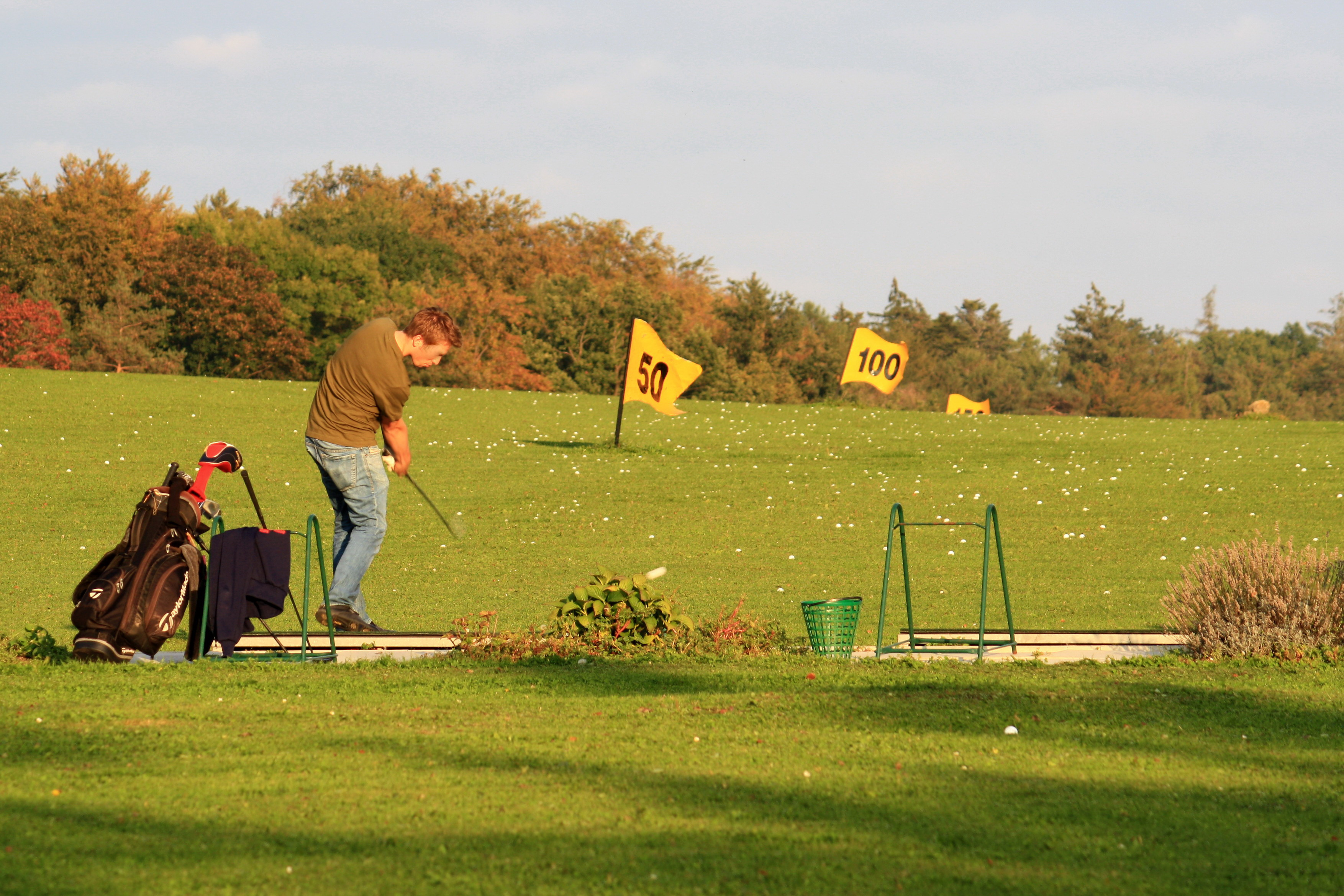
每50碼設置的標記

高爾夫球練習場是球員練習揮動高爾夫球桿的地方，作比賽前熱身或平時訓練之用。由於高爾夫球的揮桿動作需要身體多個部分的協調，為了增加肌肉記憶球員往往會用上數百小時在練習場上反覆練習，藉以增加擊球的穩定性和準確性。一般的練習場都會有數十條球道，以一字或扇形排開，有單層或多層的設計，供各球員同時向前方擊球。球道可以舖上真草或人造草皮，而球道前方多數有200至300碼（180至270）的空間，每50碼（46）會有標記，較短的練習場盡處會設置圍網，防止高爾夫球飛出場外。練習場的收費方式可以有許多種，以每桶或每個高爾夫球計算、按時收費，或者僅收一次性的一日不限球數人頭費。練習場上使用的高爾夫球一般都有特別標記，防止球員將它帶走。

## 虛擬高爾夫
部分私人屋苑的住客會所，由於地方有限，可能會設置虛擬的高爾夫球練習場地，坊間亦有不少虛擬高爾夫公司在商業大廈或商場內開業。球員只需要站在舖了人造草皮的發球台上，向着螢幕揮桿打球，電腦便會從多個感應器中穫取數據，按照球速、轉數、擊球角度、虛擬的風向及風速等資訊，計算出高爾夫球的飛行軌跡，並且在投影螢幕上顯示出來，而發球台亦會按照高爾夫球落點的位置調整其斜度（高爾夫球可能落在斜坡上）。這些練習場可以是類似KTV會所的設計，將裝置放在包廂之內，供幾個知己輪流打球，而場地亦可能有酒水供應。